# جيوسيبي موسكاتي
جيوسيبي موسكاتي (بالإيطالية: Giuseppe Moscati)‏ هو طبيب وعالم كيمياء وقديس في الكنيسة الكاثوليكية إيطالي ولد في يوم 25 يوليو 1880 في بلدة بينيفنتو في إيطاليا، إختص بالكيمياء حيوية وثم قرر عيش حياة التقوى إلى أن توفي في يوم 12 أبريل 1927 في مدينة نابولي، في سنة 1987 تم تقديسه من قبل الكنيسة الكاثوليكية وتم اختيار يوم 16 نوفمبر كيوم تذكاري له.